# Седна планиција
Седна планитиа (лат. Sedna Planitia) је пространо низијско подручје (планитиа) вероватно испуњено слојевима стврднуте лаве на површини планете Венере. Налази се јужно од континента Иштар тера, на координатама 42,7° северно и 19,3° западно (сходно планетоцентричном координатном систему +Е 0-360).
Пречник формације је око 3.570 км. Име је добила према ескимској богињи (и господарици) мора и морског живота Седни.